# Kleine bronzweefvlieg
De kleine bronzweefvlieg (Sphegina verecunda) is een vliegensoort uit de familie van de zweefvliegen (Syrphidae). De wetenschappelijke naam van de soort is voor het eerst geldig gepubliceerd in 1937 door Collin.